# 東根市立神町中学校
東根市立神町中学校（ひがしねしりつ じんまちちゅうがっこう）は、山形県東根市にある公立中学校。

## 概要
1994年（平成6年）4月に東根市が、それ以前から神町地区の住民から熱烈な要望のあった中学校建設に応えるために、東根市立第一中学校から分割し新設された。学校の愛称は、東根市内では「神中（じんちゅう）」とも呼ばれる。新設校の「東根市立大森小学校」が開校（2011年4月）したため、大幅に生徒数が増加。そのため、プレハブ校舎が新たに建設された。

## 学校教育目標
県の5教振の目標、東根市の教育目標ならびに地域の実態を踏まえ、生涯学習の基礎を培うという観点に立ち、豊かな心を持ち、社会の変化に自ら対応し、21世紀をたくましく生きることができる生徒を育成する。
1. 自由 - 自主・自律の精神に 満ち、責任のある生徒を育む。
2. 英知 - 自ら求めて学び、深く考える生徒を育む。
3. 友愛 - 協調性に富み、思いやりのある生徒を育む。

## 学区
- 東根市立神町小学校区、東根市立大森小学校区。
- 市の南部に位置し、天童市と隣接する。緑豊かな住宅地、高い品質を誇る果樹園、そして、陸上自衛隊第六師団駐屯地がある街である。特産品であるサクランボをはじめ、リンゴ、ブドウ、ラ・フランスなどの産地。
- 神町地区には空の玄関口である「山形空港」があり、東京、大阪、札幌への便などが就航している。近隣には「大森工業団地」、「山形臨空工業団地」があり、宅地造成も盛んに行われている。

## 沿革
1994年度（平成6年度）
- 4月1日 東根市立神町中学校開校 初代 伊藤善信 校長
- 4月3日 開校式
- 4月4日 神町中学校第1回入学式

1995年度（平成7年度）
- 2月15日 神町中学校教育基金会設立総会
- 3月14日 同窓会発会式
- 3月16日 神町中学校第1回卒業証書授与式
- 6月3日 奉仕作業「芝桜」植栽
- 8月9日 吹奏楽コンクール県大会 銀賞

1997年度（平成9年度）
- 4月1日 東根市立神町中学校 第2代 三浦 崇 校長

1998年度（平成10年度）
- 5月22日 第5回開校記念式典（教育基金会より複製絵画寄贈）
- 8月10日 東北中総体(女子400mR優勝、女子総合2位)
- 11月18日 PTA活動文部大臣表彰受賞

1999年度（平成11年度）
- 12月19日 全国中学校駅伝大会<滋賀県>（女子：県歴代1位）

2000年度（平成12年度）
- 4月1日 東根市立神町中学校 第3代 早坂 潔 校長
- 8月21日 全国中陸上大会<長崎県>（女子800M）
- 10月29日 東北中駅伝大会<福島県白河市>

2001年度（平成13年度）
- 5月24日 地区中学校駅伝競走大会 女子優勝(3連覇)
- 8月10日 東北中学校陸上競技大会(女子800M)

2002年度（平成14年度）
- 5月23日 地区中学校駅伝競走大会 女子優勝(4連覇)
- 7月17日 陸上自衛隊第6音楽隊演奏会
- 10月27日 全日本マーチングフェステバル東北大会（銅賞）

2003年度（平成15年度）
- 11月8日 創立10周年記念式典

2004年度（平成16年度）
- 4月1日 東根市立神町中学校 第4代 武田栄一 校長
- 5月26日 さくらんぼ環境ISO認定
- 8月23日 全国中学校陸上競技大会出場（群馬県）女子800M
- 10月30日 東北中学校駅伝大会出場（女子）

2005年度（平成17年度）
- 5月26日 地区中学校駅伝競技大会男子初優勝
- 7月17日 吹奏楽最北大会最優秀賞受賞
- 7月24日 山形県中学校総合体育大会男子体操団体初優勝（全国大会出場）
- 9月28日 イオン環境財団15周年記念植樹（桜苗木10本）

2006年度（平成18年度）
- 4月1日 東根市立神町中学校 第5代 石澤照夫 校長
- 7月24日 山形県中学校総合体育大会 男子400MR優勝（全国大会出場）
- 7月29日 全日本吹奏楽コンクール山形県大会 金賞
- 12月9日 環境美化教育優良校 受賞

2007年度（平成19年度）
- 7月21日 山形県中学校総合体育大会 陸上女子低学年400MR優勝
- 10月20日 山形県中学校新人総合体育大会 新体操部優勝

2005年度（平成20年度）
- 4月 自動体外式除細動機 (AED) 設置
- 7月20日 吹奏楽最北大会最優秀賞受賞
- 8月 全国中学校陸上競技大会出場
- 10月10日 芸術鑑賞教室「スクラップ」

2009年度（平成21年度）
- 4月1日 東根市立神町中学校 第6代 大内 校長

## 部活動
活動時間
- 火曜日〜金曜日：放課後〜6時10分（冬期：〜5時40分）
- 月曜日は、定時退校日のため活動なし。また、休日の部活は原則、土曜か日曜どちらか片方のみとなっている。やむを得ず両日とも活動の場合は、直後（直前）の平日の活動をしてはいけない事になっている。（山形県の決まりにより）
- 定期テスト5日前からは、すべての部活は、活動停止となる。

現在活動中の部活動
- 陸上競技
- 野球
- 男子バスケットボール
- 女子バスケットボール
- 男子バレーボール
- 女子バレーボール
- 男子卓球
- 女子卓球
- 剣道
- 柔道
- サッカー
- 水泳
- 新体操
- 体操
- 吹奏楽
- 総合文化科学

外部の部活動（スポーツクラブ）
- テニス
- モンテディオ山形ユース（サッカー）
- ソフトボール（平成21年度〜活動スタート）

活動休止中の部活動
- 男子ハンドボール
- 女子ハンドボール

※活動休止中の部は、事実上の「廃部」。ただし生徒数増加により今後数年以内に復活する可能性もある（事実、ソフトボール部が外部活動として復活）。
統合された部活動
- 美術（家庭と統合）
- 家庭（美術と統合）

## 生徒会
生徒総会
- 最高意志決定機関であり、毎年1回生徒会長が招集し、決算・予算・行事活動・生徒会規約改正等を審議する。必要に応じて、臨時招集ができる。

全校委員会
- 学級委員と常任委員で組織する。生徒総会に次ぐ意志決定機関で、随時会長が招集し総会に提出する事項及び生徒会活動の重要事項を審議する。

執行委員会（生徒会執行部）
- 常任委員と専門委員長で組織されている。全校委員会・総会に提出する議題の審議及び決定事項の執行にあたる。

常任委員会
- 生徒会長、副会長、応援団長、議長、書記で組織されている。執行委員会（執行部）に提出する議題を審議する。

専門委員会
- 全校委員会、生活委員会、保健委員会、図書委員会、体育委員会、安全委員会、JRC委員会、広報委員会、給食委員会、美化委員会、学芸委員会がある。公選された委員長と各学級選出の委員で組織される。

応援団
- 公選された応援団長と希望者の団員で組織する。地区総体や新人戦などの壮行式で生徒を応援する。

運動会実行委員会
- 主に生徒会執行部で組織する。運動会準備、運営等を任務する。

文化発表会実行委員会
- 主にこちらも生徒会執行部で組織する。文化発表会準備、運営等を任務する。

合唱推進委員会
- 指揮者、伴奏者、その他学級代表1名で組織される。文化発表会の時を中心に活動をする。生徒会則では生徒会の一部とされている。

選挙管理委員会
- 毎年11月に2年生より新生徒会長・副会長及び専門委員長を公選するため学級委員で組織する。

学級会
- 生徒総会において各学級代表が専門委員長に対して行う質疑応答の際、発言する内容を決定する。

## 行事
- 1学期

1学期は、新入生が入学。さまざまな行事がスタートする。2・3年生を中心に地区総体に燃える。また、H18年度からは、さくらんぼマラソンへの協力も行っている。アルミ缶回収も行い、老人ホームに車いすを寄贈している。
4月 入学式  始業式  交通安全教室  新入生歓迎集会  第3学年沖縄修学旅行（平成21年度〜/平成21年度は4月21日〜4月24日）
5月 家庭訪問  避難訓練  草取りボランティア  生徒会総会 アルミ缶回収スタート（毎月1回）運動会
6月 北村山地区中学校総体  地区総体壮行式  北村山地区中学校総合体育大会  さくらんぼマラソンへ協力
7月 1学期期末テスト 山形県中学校総合体育大会  一学期終業式  吹奏楽最北地区ブロック大会  保護者  合唱発表会  夏季休業
- 2学期

2学期は、学校の2大行事に燃える。文化発表会は、一人一役の仕事をし成功を収めている。1年生は宿泊研修を行っている。（第2学年修学旅行は、H21年度から第3学年での実施に変更）また、この時期から学校をあげて受験体制に入る。
8月 東北地区中学校総合体育大会  二学期始業式  全国中学校総合体育大会
9月 第1学年宿泊研修  新人戦壮行式  北村山地区中学校新人総合体育大会  （第2学年修学旅行/~平成20年度まで）
10月 山形県中学校新人総合体育大会  小学校6年生一日体験入学  文化発表会 避難訓練 2学期中間テスト
11月 芸術鑑賞教室  北村山地区総合文化祭  生徒会役員選挙 2学期期末テスト
12月 三者面談  終業式  年末休業
- 3学期

ほとんどの行事が高校入試関係。3年生はラストスパート。また、2月には神町小学校で新入生を対象としたオリエンテーションを開いている。
1月 始業式  進路激励会
2月 立志式  私立高校入試  神中オリエンテーション 3学期期末テスト
3月 公立高校入試  修了式  卒業式